# Ælle deirai király
Ælle, más írásmóddal Ælla, Ælli, Ille (angolszászul: ÆLLA YFFING DEIRA CYNING), (530 k. – 588) az észak-angliai Deira első királya 559-től haláláig.
Ida berniciai király halála után a deirai nép véget vetett a berniciai uralomnak. Ælle 559-ben lett király, Ida leszármazottai pedig tovább uralkodtak az északi királyságban. Ælle halála után Æthelric berniciai király ismét leigázta Deirát, Ælle fia, Edwin azonban később hatalomra került, s korának legjelentékenyebb angol uralkodója lett.